# Экология насекомых

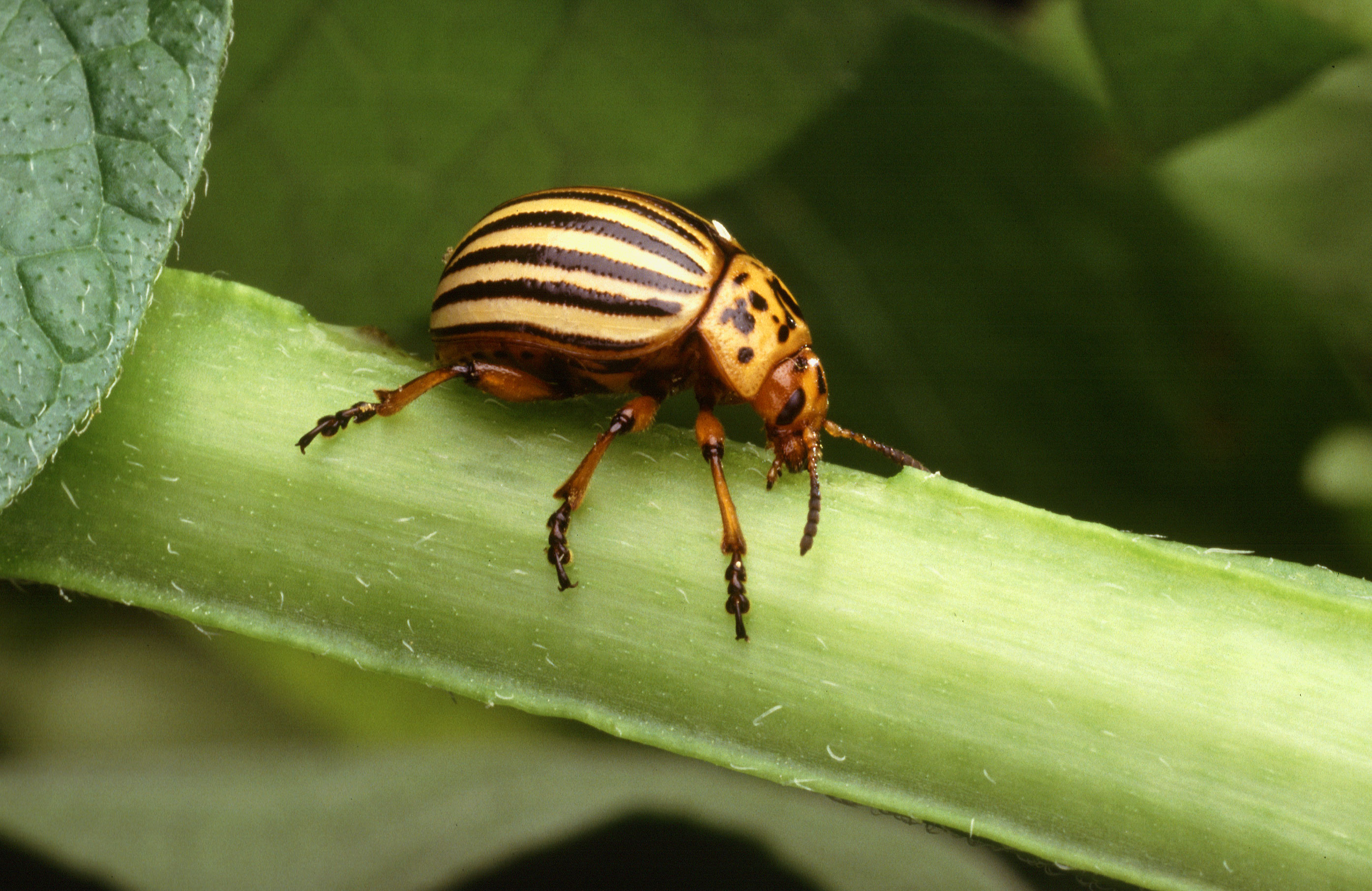
Инвазивный вид — Колорадский жук

Экология насекомых — наука о том, как насекомые, индивидуально или в сообществе, взаимодействуют с окружающей средой или экосистемой.
Насекомые — это самая крупная по видовому разнообразию группа животных (их не менее двух миллионов видов, что численно больше, чем всех прочих животных и растений вместе взятых). Согласно расчету К. Б. Уильямса (С. В.Williams), насекомые и самые многочисленные по количеству особей: на планете их не менее 1018 особей. Суммарная биомасса лишь одной стаи саранчи по массе может превосходить 10 000 тонн.

## Абиотические факторы

### Свет
Воздействие света на насекомых многообразно. Некоторые мелкие насекомые, такие как тли и мелкие наездники, могут погибнуть от вспышки яркого света при фотографировании, по-видимому, из-за возникающего нервного шока. Постоянная темнота может быть благоприятной даже для некоторых дневных насекомых, например, таких как трихограмма или дрозофила. Степень предпочтения ими определённой освещенности называется фотопреферендумом.

#### Ориентация в полёте
Свет нужен крылатым насекомым для ориентации в полёте, поэтому в глубоких пещерах крылатых насекомых нет. Насекомые способны различать угол падения солнечных (и лунных) лучей, корректируя по нему направление своего движения. Такая реакция на свет называется менотаксисом и особенно хорошо изучена для пчёл. С ней связан знаменитый пчелиный танец. Для успешной ориентации в пространстве по углу падения света необходимо учитывать движение Солнца, то есть увязывать показания зрения с биологическими часами. Реакция на полученный синтез носит название астротаксиса и кроме пчёл характерна для околоводных стафилинид и водомерок. Им необходимо ориентироваться в направлениях «к урезу» — «от уреза» для быстрых действий в случае опасности.

#### Фототаксис
Отрицательный фототаксис возникает чаще всего при воздействии высокой температуры и низкой влажности и усиливается в ночное время. Для почвенных насекомых он особенно типичен.
В случае опасности многие жуки также стремятся в темноту, что проявляется в заползании в укрытие или в падении с кормового растения на землю. Для хорошо летающих насекомых характерна противоположная реакция — стремление в случае опасности к свету как к признаку открытого пространства, то есть положительный фототаксис. Последний также характерен для выходящих из укрытия/куколки, готовых к расселению и/или активному поиску партнёра насекомых.

##### Лёт на свет
Широко известно явление лёта всевозможных насекомых на свет, особенно в ночное время. Реакция идёт как на точечный источник, так и на экран. Вблизи источника насекомые дезориентируются, но через некоторое время могут улететь восвояси. Особо привлекателен ультрафиолет. Это не удивительно, так как в природе ультрафиолетовая окраска присутствует на цветках растений, на крыльях бабочек, на колониях дрожжей (что важно для дрозофил), в небе и отражении неба на воде.
- В 1917 году В. Будденброк предложил гипотезу о том, что лёт на свет — это сбой менотаксиса. В естественных условиях насекомые ориентируются на солнечные/лунные лучи, которые параллельны друг другу у поверхности Земли. Однако лучи от точечного источника, например, лампочки, расходятся радиально. Очевидно, что прежний тип ориентации в такой ситуации приводит к движению по спирали к источнику. Гипотеза не объясняет лёт насекомых на экран и способность улететь обратно.
- В 1924 году Ж. Лебу выдвинул гипотезу о тропотаксисе — неотрывном следовании за источником света. Очевидно, что в природе тропотаксис наблюдается далеко не всегда и с его помощью нельзя объяснить лёт большинства насекомых, однако заслуга Ж. Лебу в том, что он объяснил возможный механизм тропотаксиса. От более сильного освещения одного из глаз противоположная сторона тела приходит в тонус и её ноги движутся более интенсивно, происходит поворот тела и коррекция направления к источнику. Был даже построен небольшой робот, способный ехать по парку за человеком с фонариком, руководствуясь этим принципом.
- Лёт на свет отчасти объясняется положительным фототаксисом на открытое пространство.
- Лёт на свет отчасти объясняется положительным фототаксисом на благоприятную освещённость.
- Лёт на свет отчасти объясняется положительным фототаксисом в качестве реакции на опасность. В отличие от естественного света, искусственный усиливается при приближении, возникает положительная обратная связь. Интенсивность света увеличивается, вызывая шок насекомого, реакция на шок — бегство к свету, в результате которого интенсивность света ещё более увеличивается.[2]

Явление лёта на свет используется для получения фаунистической информации в энтомологии. С помощью светоловушек нельзя получить достоверных количественных данных (численность, биомасса, половая структура популяции, соотношение численности видов в сообществе и т. д.).
Лов насекомых на свет неоднократно применялся как средство борьбы с нежелательными насекомыми. Однако борьба таким способом с лесными и полевыми вредителями, во-первых, малоэффективна, во-вторых, неэтична, так как подспудно гибнут невредные и редкие насекомые.
Лампы, особенно ультрафиолетовые, для борьбы с насекомыми в жилищах человека, напротив, эффективны и широко представлены в продаже.

### Температура
Температура — один из главных факторов, определяющих жизнь насекомых, так как они являются холоднокровными животными. Скорость процессов в организме насекомых напрямую зависит от температуры окружающей среды. В частности, описаны случаи гибели от голода насекомых с кишкой, заполненной глюкозой, при низких температурах — из-за сильного замедления всасывания.
Слишком высокая и слишком низкая температуры в целом снижают активность насекомых. Клопы, жуки, цикадки и крылатые муравьи более чувствительны к понижению температуры, чем двукрылые и бабочки. В арктических условиях, где активность возможна лишь в течение короткого интервала времени, температура может почти полностью определять поведение насекомых; в условиях умеренной зоны — зимой, весной и поздней осенью, в отдельные дни и летом, а в пустынной зоне — почти ежедневно в летнее время.
В мире насекомых существует несколько способов регуляции температуры тела:
- Активное перемещение в зону с более благоприятной температурой, например, вертикальные миграции почвенных животных;
- Отражающие покровы;
- Мохнатые покровы;
- Использование тепла, выделяемого при высокой мышечной активности;
- Угол крыла.

Последние три способа хорошо проиллюстрированы в отряде бабочек. Многие дневные греются на солнце, соответствующим образом располагая крылья, а активные в ночное время бражники сберегают тепло, выработанное при интенсивной работе полётных мышц, при помощи густых волосков, покрывающих тело.
Некоторые насекомые приспособились к переживанию мороза. Как и для хордовых, для насекомых основная проблема здесь — изранивание клеток кристалликами льда. Готовящиеся к зимней диапаузе насекомые по максимуму избавляются от воды в теле, удаляют содержимое пищеварительного тракта и по возможности все вещества, способствующие кристаллизации, при этом накапливают жиры, гликоген, аминокислоты и т. д.
Повышение температуры значительно за 40 градусов, также как и у хордовых, вызывает смерть от денатурации белков. Основной способ спасения — активные миграции, например, закапывание пустынных чернотелок в песок.
Основная опасность умеренно высоких температур — уменьшение влажности (см. Влажность).
Так как при росте температуры увеличивается скорость реакций организма насекомого, в более тёплых условиях происходит уменьшение размеров насекомого. У водомерок возрастает доля мигрирующих (длиннокрылых) особей в популяции, так как очевидно, что водоём будет пересыхать.

### Влажность
Насекомых наземно-воздушной среды от высыхания хранит наружный воскоподобный слой кутикулы — эпикутикула. Однако при высоких температурах им приходится мигрировать, закапываться, искать источники воды или активизировать дыхание для получения метаболической.
Не имеют эпикутикулы водные и почвенные личинки. Водная и почвенная — это среды избыточной влажности, но недостатка воздуха. Таким образом, эпикутикула как защита от высыхания была бы полезна лишь в исключительных случаях, а препятствовала кожному дыханию, которому отчасти способны личинки, бы всегда.
Как результат, почвенная мезофауна очень чувствительна к почвенной влажности. При её недостатке активно мигрирует, впадает в диапаузу или гибнет. Для проволочников известно явление дополнительного повреждения корней и молодых побегов в целях утоления жажды. Через свои проницаемые покровы почвенные личинки не только отдают, но и впитывают воду.
Избыток или недостаток влаги в пище может быть восполнен с помощью особых механизмов пищеварительной системы.
Получающие с пищей избыток воды (Sternorrhyncha) имеют так называемую фильтрационную камеру, покрывающую первый отдел средней кишки, связанную с задней кишкой или концом средней. Здесь лишняя вода отсасывается сразу же, минуя петли пищеварительного тракта. Прямая кишка может иметь специальный слепой вырост — ректальную ампулу, направленную к фильтрационной камере. (Однако в других отрядах ректальная ампула используется в регуляции объёма и плотности тела для изменения плавучести или линьки).
Экономии получаемой из пищи влаги способствует явление криптонефрии (см. Мальпигиевы сосуды).

### Электричество
Кутикула является изолятором, а для мелких насекомых при трении статическое электричество может являться серьёзным неудобством. Возможно, шипы некоторых насекомых — это приспособления для сброса заряда. Известен факт предпочтения насекомыми металлической сетки другим поверхностям, то есть выбора места, где они будут избавлены от накопления заряда.

## Питание
Насекомые, благодаря своей многочисленности и большому разнообразию, играют важнейшую роль в пищевых цепях экосистем мира (антофилия, энтомофагия, энтомофилия, энтомохория, санитарная роль трупоедов некрофагов, участие в почвообразовании). Насекомыми питаются многие животные: рыбы, земноводные (у лягушки — до 95 % рациона), пресмыкающиеся (ящерицы поедают до 10-20 насекомых в сутки), птицы, млекопитающие (чисто насекомоядными являются землеройки, кроты, летучие мыши, муравьеды, броненосцы, как дополнение к основной пище насекомые служат многим другим видам). Среди беспозвоночных, употребляющих в пищу насекомых — скорпионы, фаланги, сольпуги, сенокосцы, пауки, сколопендры, костянки и огромная армия насекомых-энтомофагов (хищников и паразитов). Более 80 % растений опыляются насекомыми (пчёлы, бабочки, шмели и др.), и можно с уверенностью сказать, что цветок — результат совместной эволюции растений и насекомых.
- Пищевая специализация I порядка — приспособление к постоянному питанию каким-либо из видов органики. Так, очень многие виды являются растительноядными, или фитофагами, другие составляют группу хищников и паразитов, а остальные представлены всякого рода потребителями мертвой органики: сапрофаги питаются гниющими веществами, некрофаги — трупами животных, копрофаги — помётом, детритофаги — растительными остатками на поверхности почвы. При использования каких-либо отдельных тканей, органов или частей животного возникают дальнейшие подразделения рассмотренных специализаций: среди фитофагов появляются потребители листьев — филлофаги, плодов — карпофаги, древесины — ксилофаги, корней — ризофаги, а также галлообразователи; среди хищников и паразитов могут быть кровососы, эктопаразиты, эндопаразиты.

- Пищевая специализация II порядка — появление избирательности уже внутри вышеназванных основных источников пищи. Так, среди фитофагов, хищников и паразитов есть одноядные монофаги, ограниченноядные олигофаги и многоядные полифаги. Хищники и паразиты других насекомых (например, трихограммы) нередко обозначаются термином энтомофаги.

## Места обитания
Практически все места Земли на суше заняты в той или иной степени насекомыми. Насекомые обитают в подавляющем большинстве известных наземных биотопов, заняв такие негостеприимные экосистемы, как высокогорье, глубокие пещеры, а также зарождающиеся экосистемы недавно образовавшихся островов вулканического происхождения. Известны и морские насекомые, относящиеся к особому семейству водомерок из отряда полужесткокрылых.

## Инвазивные насекомые
Большую проблему в последнее время представляют инвазивные виды насекомых, то есть такие, которые были случайно завезены человеком в новые места и там прижились. Инвазивные виды отрицательно влияют на местную фауну и флору. Известные примеры: колорадский жук, аргентинский муравей, красный огненный муравей.
Для контролирования ввоза инвазивных видов существует Федеральная служба по ветеринарному и фитосанитарному надзору (Россельхознадзор).

## Журналы
- Ecological Entomology (1976-) (Королевское энтомологическое общество Лондона)  Архивная копия от 1 февраля 2009 на Wayback Machine
- Journal of Animal Ecology